# Хора (античність)
Хора (античність) (дав.-гр. χώρα ‘простір, місце, земля, країна’)  — сільськогосподарська околиця античного полісу, структурно була частиною більшості полісів, наприклад хора Ольвії і хора Херсонеса.

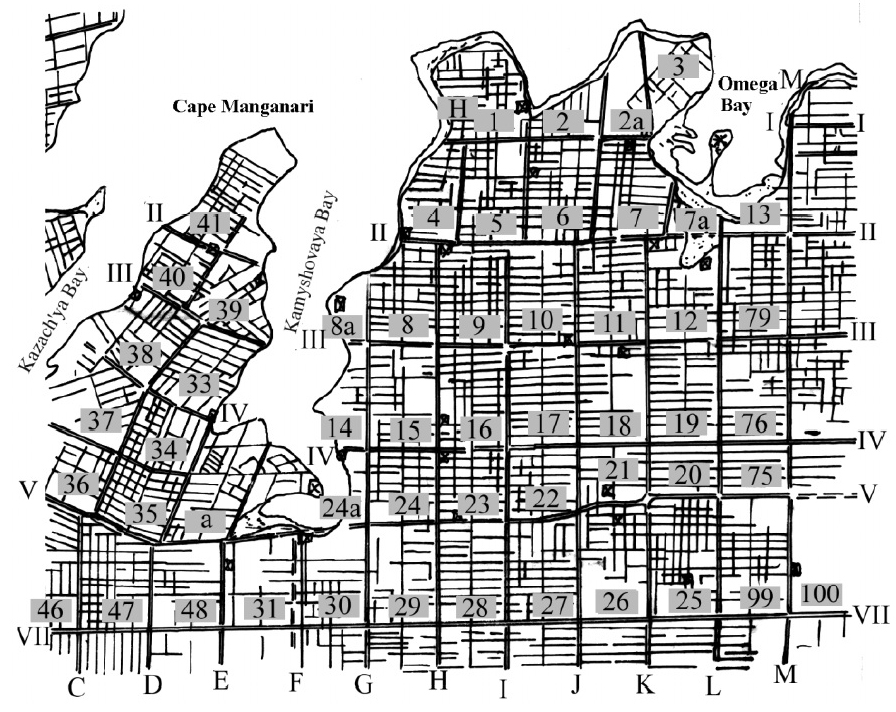
Фрагмент межування хори Херсонеса

В хору входили поселення, які досить часто мали укріплення та зв'язок з центром полісу, тобто з центром хори. На території хори мешканці певного полісу займалися сільським господарством, цим вони забезпечували свій поліс харчовими продуктами. Як правило поселення хори будувалися в порядку, одне за одним, та мали проходи захищені фортифікацією один від одного. Така побудова забезпечувала безпеку людей в поселеннях хори. У разі нападу на поліс досить значних сил ворога, мешканці хори збігалися в центр поліса, щоб бути під захистом основних укріплень полісу і допомагали їх боронити. Через це хора досить часто піддавалася розграбуванню нападниками у яких не вистачало сил на штурм основних укріплень полісу.